# Metropolia Rabaul
Metropolia Rabaul – jedna z czterech metropolii Kościoła katolickiego na Papui-Nowej Gwinei. Obejmuje wyspy położone na wschodzie państwa.

## Diecezje
W skład metropolii Rabaul wchodzą diecezje:
- archidiecezja Rabaul
- diecezja Bougainville
- diecezja Kavieng
- diecezja Kimbe

## Historia
Metropolię utworzył 15 listopada 1966 papież Paweł VI.

## Metropolici Rabaulu
- abp Johannes Höhne MSC (1966–1978)
- abp Albert-Leo Bundervoet MSC (1980–1989)
- abp Karl Hesse MSC (1990–2011)
- abp Francesco Panfilo SDB (2011 – nadal)